# پاکو فورتس
پاکو فورتس (انگلیسی: Paco Fortes؛ زادهٔ ۴ ژانویهٔ ۱۹۵۵) بازیکن فوتبال و مربی سابق اهل اسپانیا است. او در دوران حرفه‌اش بیشتر با تیم فارنسی در پرتغال بود ولی مدتی برای تیم بارسلونا نیز بازی می‌کرد.

## زندگی حرفه‌ای
فورتس که در بارسلون، کاتالونیا به دنیا آمد، در میان رده‌های جوانان باشگاه بارسلونا ظاهر شد، چهار سال را در تیم اصلی سپری کرد و همچنین یک فصل به سی‌دی مالاگا قرض داده شد.
وی همچنین در تیم ملی فوتبال اسپانیا بازی کرده‌است.